# Bernard Ebbers
Bernard John "Bernie" Ebbers (27 tháng 8 năm 1941 - 2 tháng 2 năm 2020) là doanh nhân sinh ở Canada. Ông là đồng sáng lập công ty truyền thông WorldCom và là cựu giám đốc điều hành công ty.
Ngày 15 tháng 3 năm 2005, ông bị kết án gian lận và âm mưu đồng lõa trong cố tình báo cáo sai lệch thông tin tài chính của WorldCom, làm cho các nhà đầu tư thiệt hại tới 100 tỷ US$ trên thị trường. Vụ lừa đảo WorldCom cho đến khi vụ Madoff được đưa ra ánh sáng năm 2008, là vụ gian lận tài chính lớn nhất trong lịch sử Hoa Kỳ. Ông đang trong giai đoạn thi hành án 25 năm tù tại Nhà tù liên bang Oakdale ở Louisiana. Portfolio.com và CNBC (những công ty thường xuyên thổi phồng cho WorldCom trong thập niên 1990 trên các kênh của họ) xếp Ebbers đứng thứ 5 trong số những CEO tồi tệ nhất của lịch sử Hoa Kỳ; Tạp chí Time liệt ông vào vị trí thứ 10 trong danh sách các CEO tham nhũng lớn của mọi thời đại.